# Abdon
Abdon je mužské křestní jméno hebrejského původu. Pochází z hebrejského slova ebed a vykládá se jako "sluha, otrok". Někdy se vykládá také jako "záhuba". Další variantou jména je Abadon.
Podle českého kalendáře má svátek 7. října.

## Domácké podoby
Abdoušek, Abdonek, Donek

## Abdon v jiných jazycích
- Slovensky, německy: Abdon
- Rusky: Avdon
- Španělsky: Abdón

## Známí nositelé jména
- Abdón – starozákonní soudce a jiné osoby téhož jména v Tanachu
- Martin Abdon – kněz Jednoty bratrské a bratr Jana Blahoslava Přerovského